# 1991-es Copa América
Az 1991-es Copa América a 35. kiírása volt a dél-amerikai válogatottak első számú tornájának. A tornát a CONMEBOL szervezte, melynek a házigazdája Chile volt. A tornát Argentína nyerte meg, 1959 óta ez volt az első győzelmük. A győztes részt vehetett az 1992-es konföderációs kupán.

## Helyszínek
| Város             | Stadion                   | Befogadóképesség |
| ----------------- | ------------------------- | ---------------- |
| Santiago de Chile | Estadio Nacional de Chile | 70 000           |
| Concepción        | Estadio Municipal         | 35 000           |
| Valparaíso        | Estadio Playa Ancha       | 19 000           |
| Viña del Mar      | Estadio Sausalito         | 20 000           |

## Résztvevők
| - Argentína - Bolívia - Brazília - Chile - Ecuador | - Kolumbia - Paraguay - Peru - Uruguay - Venezuela |

## Eredmények
A tíz résztvevőt 2 darab 5 csapatos csoportba sorsolták. A csoportok végső sorrendje körmérkőzések után alakult ki. A csoportok első két helyezettje jutott tovább a négyes döntőbe, ahol a csapatok körmérkőzéses formában mérkőztek meg egymással. A négyes döntő csoportjának élén végzett csapat nyerte meg a tornát.

### Csoportkör
A csoportkörben a győzelem kettő, a döntetlen egy pontot ért. Ha két vagy több csapat azonos pontszámmal állt, akkor az alábbiak alapján határozták meg a sorrendet:
1. az összes mérkőzésen elért jobb gólkülönbség
2. az összes mérkőzésen szerzett több gól
3. az érintett csapatok mérkőzésein szerzett több pont
4. sorsolás

| Jelmagyarázat                                                  |
| -------------------------------------------------------------- |
| A csoportok első két helyezettje bejutott a négyes döntőbe.    |
| A csoportok harmadik, negyedik és ötödik helyezettjei kiestek. |

#### A csoport
| Csapat    | M | Gy | D | V | G+ | G– | Gk  | P |
| --------- | - | -- | - | - | -- | -- | --- | - |
| Argentína | 4 | 4  | 0 | 0 | 11 | 3  | +8  | 8 |
| Chile     | 4 | 3  | 0 | 1 | 10 | 3  | +7  | 6 |
| Paraguay  | 4 | 2  | 0 | 2 | 7  | 8  | –1  | 4 |
| Peru      | 4 | 1  | 0 | 3 | 9  | 9  | 0   | 2 |
| Venezuela | 4 | 0  | 0 | 4 | 1  | 15 | –14 | 0 |

| 1991. július 6. |

| Chile                  | 2–0   | Venezuela |
| ---------------------- | ----- | --------- |
| Rubio 22' Zamorano 34' | (2–0) |           |

| Estadio Nacional de Chile, Santiago de Chile Nézőszám: 45 000 Játékvezető: Armando Pérez Hoyos (kolumbiai) |

| 1991. július 6. |

| Paraguay   | 1–0   | Peru |
| ---------- | ----- | ---- |
| Monzón 21' | (1–0) |      |

| Estadio Nacional de Chile, Santiago de Chile Nézőszám: 45 000 Játékvezető: René Ortubé (bolíviai) |

| 1991. július 8. |

| Chile                                               | 4–2   | Peru                      |
| --------------------------------------------------- | ----- | ------------------------- |
| Rubio 16' Contreras 51' (11-esből) Zamorano 61' 74' | (1–0) | Maestri 59' Del Solar 71' |

| Estadio Municipal, Concepción Nézőszám: 50 000 Játékvezető: Ernesto Filippi (uruguayi) |

| 1991. július 8. |

| Argentína                                 | 3–0   | Venezuela |
| ----------------------------------------- | ----- | --------- |
| Batistuta 28' 50' (11-esből) Caniggia 43' | (2–0) |           |

| Estadio Nacional de Chile, Santiago de Chile Nézőszám: 50 000 Játékvezető: Milton Villavicencio (ecuadori) |

| 1991. július 10. |

| Paraguay                                                         | 5–0   | Venezuela |
| ---------------------------------------------------------------- | ----- | --------- |
| Neffa 34' Guirland 38' Monzón 75' 87' (11-esből) V. Sanabria 81' | (2–0) |           |

| Estadio Nacional de Chile, Santiago de Chile Nézőszám: 30 000 Játékvezető: Juan José Torres (kolumbiai) |

| 1991. július 10. |

| Argentína     | 1–0   | Chile |
| ------------- | ----- | ----- |
| Batistuta 81' | (0–0) |       |

| Estadio Nacional de Chile, Santiago de Chile Nézőszám: 75 000 Játékvezető: José Roberto Wright (brazil) |

| 1991. július 12. |

| Peru                                                        | 5–1   | Venezuela             |
| ----------------------------------------------------------- | ----- | --------------------- |
| La Rosa 9' 55' Cavallo 21' (öngól) Del Solar 58' Hirano 62' | (2–1) | Del Solar 14' (öngól) |

| Estadio Nacional de Chile, Santiago de Chile Nézőszám: 5 000 Játékvezető: Armando Pérez Hoyos (kolumbiai) |

| 1991. július 12. |

| Argentína                                          | 4–1   | Paraguay    |
| -------------------------------------------------- | ----- | ----------- |
| Batistuta 40' Simeone 61' Astrada 70' Caniggia 81' | (1–0) | Cardozo 79' |

| Estadio Municipal, Concepción Nézőszám: 40 000 Játékvezető: Ernesto Filippi (uruguayi) |

| 1991. július 14. |

| Argentína                              | 3–2   | Peru                            |
| -------------------------------------- | ----- | ------------------------------- |
| Latorre 3' Craviotto 51' C. García 57' | (1–1) | Yáñez 35' (11-esből) Hirano 65' |

| Estadio Nacional de Chile, Santiago de Chile Nézőszám: 80 000 Játékvezető: René Ortubé (bolíviai) |

| 1991. július 14. |

| Chile                                     | 4–0   | Paraguay |
| ----------------------------------------- | ----- | -------- |
| Rubio 12' Zamorano 15' Estay 63' Vera 68' | (2–0) |          |

| Estadio Nacional de Chile, Santiago de Chile Nézőszám: 80 000 Játékvezető: José Roberto Wright (brazil) |

#### B csoport
| Csapat   | M | Gy | D | V | G+ | G– | Gk | P |
| -------- | - | -- | - | - | -- | -- | -- | - |
| Kolumbia | 4 | 2  | 1 | 1 | 3  | 1  | +2 | 5 |
| Brazília | 4 | 2  | 1 | 1 | 6  | 5  | +1 | 5 |
| Uruguay  | 4 | 1  | 3 | 0 | 4  | 3  | +1 | 5 |
| Ecuador  | 4 | 1  | 1 | 2 | 6  | 5  | +1 | 3 |
| Bolívia  | 4 | 0  | 2 | 2 | 2  | 7  | –5 | 2 |

| 1991. július 7. |

| Kolumbia     | 1–0   | Ecuador |
| ------------ | ----- | ------- |
| De Ávila 25' | (1–0) |         |

| Estadio Playa Ancha, Valparaíso Nézőszám: 15 000 Játékvezető: Juan Francisco Escobar (paraguayi) |

| 1991. július 7. |

| Uruguay    | 1–1   | Bolívia       |
| ---------- | ----- | ------------- |
| Castro 73' | (0–1) | J. Suárez 16' |

| Estadio Playa Ancha, Valparaíso Nézőszám: 15 000 Játékvezető: Carlos Maciel (paraguayi) |

| 1991. július 9. |

| Uruguay               | 1–1   | Ecuador      |
| --------------------- | ----- | ------------ |
| Méndez 49' (11-esből) | (0–1) | Aguinaga 44' |

| Estadio Sausalito, Viña del Mar Nézőszám: 18 000 Játékvezető: Gastón Castro (chilei) |

| 1991. július 9. |

| Brazília                      | 2–1   | Bolívia                   |
| ----------------------------- | ----- | ------------------------- |
| Neto 5' (11-esből) Branco 47' | (1–0) | E. Sánchez 89' (11-esből) |

| Estadio Sausalito, Viña del Mar Nézőszám: 18 000 Játékvezető: José Ramírez (perui) |

| 1991. július 11. |

| Kolumbia | 0–0 | Bolívia |
| -------- | --- | ------- |
|          |     |         |

| Estadio Sausalito, Viña del Mar Nézőszám: 15 000 Játékvezető: Francisco Farías (venezuelai) |

| 1991. július 11. |

| Brazília       | 1–1   | Uruguay    |
| -------------- | ----- | ---------- |
| João Paulo 29' | (1–0) | Méndez 66' |

| Estadio Sausalito, Viña del Mar Nézőszám: 15 000 Játékvezető: Juan Carlos Loustau (argentin) |

| 1991. július 13. |

| Ecuador                                            | 4–0   | Bolívia |
| -------------------------------------------------- | ----- | ------- |
| Aguinaga 32' Avilés 42' 73' Ramírez 80' (11-esből) | (2–0) |         |

| Estadio Sausalito, Viña del Mar Nézőszám: 19 000 Játékvezető: Gastón Castro (chilei) |

| 1991. július 13. |

| Kolumbia                 | 2–0   | Brazília |
| ------------------------ | ----- | -------- |
| De Ávila 35' Iguarán 66' | (1–0) |          |

| Estadio Sausalito, Viña del Mar Nézőszám: 15 000 Játékvezető: Carlos Maciel (paraguayi) |

| 1991. július 15. |

| Uruguay    | 1–0   | Kolumbia |
| ---------- | ----- | -------- |
| Méndez 19' | (1–0) |          |

| Estadio Sausalito, Viña del Mar Nézőszám: 30 000 Játékvezető: Juan Carlos Loustau (argentin) |

| 1991. július 15. |

| Brazília                                                | 3–1   | Ecuador   |
| ------------------------------------------------------- | ----- | --------- |
| Mazinho Oliveira 8' Márcio Santos 54' Luiz Henrique 89' | (1–1) | Muñoz 12' |

| Estadio Sausalito, Viña del Mar Nézőszám: 30 000 Játékvezető: Juan Francisco Escobar (paraguayi) |

### Négyes döntő
| Csapat    | M | Gy | D | V | G+ | G– | Gk | P |
| --------- | - | -- | - | - | -- | -- | -- | - |
| Argentína | 3 | 2  | 1 | 0 | 5  | 3  | +2 | 5 |
| Brazília  | 3 | 2  | 0 | 1 | 6  | 3  | +3 | 4 |
| Chile     | 3 | 0  | 2 | 1 | 1  | 3  | –2 | 2 |
| Kolumbia  | 3 | 0  | 1 | 2 | 2  | 5  | –3 | 1 |

| 1991. július 17. |

| Argentína                   | 3–2   | Brazília                 |
| --------------------------- | ----- | ------------------------ |
| Franco 1' 29' Batistuta 46' | (2–1) | Branco 5' João Paulo 52' |

| Estadio Nacional de Chile, Santiago de Chile Nézőszám: 50 000 Játékvezető: Carlos Maciel (paraguayi) |

| 1991. július 17. |

| Chile        | 1–1   | Kolumbia    |
| ------------ | ----- | ----------- |
| Zamorano 74' | (0–1) | Iguarán 37' |

| Estadio Nacional de Chile, Santiago de Chile Nézőszám: 65 000 Játékvezető: Ernesto Filippi (uruguayi) |

| 1991. július 19. |

| Argentína | 0–0 | Chile |
| --------- | --- | ----- |
|           |     |       |

| Estadio Nacional de Chile, Santiago de Chile Nézőszám: 65 000 Játékvezető: Ernesto Filippi (uruguayi) |

| 1991. július 19. |

| Brazília                         | 2–0   | Kolumbia |
| -------------------------------- | ----- | -------- |
| Renato 29' Branco 76' (11-esből) | (1–0) |          |

| Estadio Nacional de Chile, Santiago de Chile Nézőszám: 75 000 Játékvezető: José Ramírez (perui) |

| 1991. július 21. |

| Brazília                              | 2–0   | Chile |
| ------------------------------------- | ----- | ----- |
| Mazinho Oliveira 8' Luiz Henrique 55' | (1–0) |       |

| Estadio Nacional de Chile, Santiago de Chile Nézőszám: 30 000 Játékvezető: Juan Carlos Loustau (argentin) |

| 1991. július 21. |

| Argentína                 | 2–1   | Kolumbia     |
| ------------------------- | ----- | ------------ |
| Simeone 11' Batistuta 19' | (2–0) | De Ávila 70' |

| Estadio Nacional de Chile, Santiago de Chile Nézőszám: 50 000 Játékvezető: Juan Francisco Escobar (paraguayi) |

| Az 1991-es Copa América győztese |
| -------------------------------- |
| ARGENTÍNA 13. cím                |

### Gólszerzők
| 6 gólos - Gabriel Batistuta 5 gólos - Iván Zamorano 3 gólos - Branco - Hugo Rubio - Anthony de Avila - Luis Monzón - Peter Méndez | 2 gólos - Claudio Caniggia - Darío Franco - Diego Simeone - João Paulo - Luiz Henrique - Mazinho Oliveira - Álex Aguinaga - Ney Avilés - Arnoldo Iguarán - José del Solar - Jorge Hirano - Eugenio La Rosa 1 gólos - Leonardo Astrada - Néstor Craviotto - Claudio García - Diego Latorre - Erwin Sánchez - Juan Suárez | 1 gólos (folytatás) - Marcio Santos - Neto - Renato - Jorge Contreras - Fabián Estay - Jaime Vera - Carlos Antonio Muñoz - Erwin Ramírez - José Cardozo - Carlos Guirland - Gustavo Neffa - Vidal Sanabria - Alfonso Yáñez - Flavio Maestri - Ramón Castro öngólos - José del Solar - Robert Cavallo |

### Végeredmény
Az első négy helyezett utáni sorrend nem tekinthető hivatalosnak, mivel ezekért a helyekért nem játszottak mérkőzéseket. Ezért e helyezések meghatározásához az alábbiak lettek figyelembe véve:
1. több szerzett pont
2. jobb gólkülönbség
3. több szerzett gól

A hazai csapat eltérő háttérszínnel kiemelve.
| Helyezés | Nemzet    | M | Gy | D | V | G+ | G– | Gk  | P  |
| -------- | --------- | - | -- | - | - | -- | -- | --- | -- |
| Arany    | Argentína | 7 | 6  | 1 | 0 | 16 | 6  | +10 | 13 |
| Ezüst    | Brazília  | 7 | 4  | 1 | 2 | 12 | 8  | +4  | 9  |
| Bronz    | Chile     | 7 | 3  | 2 | 2 | 11 | 6  | +5  | 8  |
| 4.       | Kolumbia  | 7 | 2  | 2 | 3 | 5  | 6  | –1  | 6  |
|          |           |   |    |   |   |    |    |     |    |
| 5.       | Uruguay   | 4 | 1  | 3 | 0 | 4  | 3  | +1  | 5  |
| 6.       | Paraguay  | 4 | 2  | 0 | 2 | 7  | 8  | –1  | 4  |
| 7.       | Ecuador   | 4 | 1  | 1 | 2 | 6  | 5  | +1  | 3  |
| 8.       | Peru      | 4 | 1  | 0 | 3 | 9  | 9  | 0   | 2  |
| 9.       | Bolívia   | 4 | 0  | 2 | 2 | 2  | 7  | –5  | 2  |
| 10.      | Venezuela | 4 | 0  | 0 | 4 | 1  | 15 | –14 | 0  |

## Külső hivatkozások
- Copa América 1991